# Davisia narvi
Davisia narvi is een microscopische parasiet uit de familie Sinuolineidae. Davisia narvi werd in 2002 beschreven door Aseeva. 